# 湾溪街道
湾溪街道，是中华人民共和国贵州省黔东南苗族侗族自治州凯里市下辖的一个乡镇级行政单位。

## 行政区划
湾溪街道下辖以下地区：
龙井社区、清水江社区、岩头河村和平茶村。